# Olga Taratuta
Olga Taratuta (en russe : Ольга Ильинична Таратута, Olga Ilinitchna Taratouta), née le 21 janvier 1876 à Novodmitrovka en Ukraine et morte le 8 février 1938 à Kommunarka (Moscou), est une communiste libertaire membre de l'Anarchist Black Cross.

## Biographie

### Jeunesse
Olga Taratuta est née Elka Ruvinskaia à Novodmytrivka Persha près de Kherson en Ukraine, alors appartenant à l'Empire russe. Elle est issue d'une famille juive, son  père tient un petit commerce. Elle travaille comme professeur le temps de ses études.
Olga Taratuta est arrêtée pour « soupçons politiques » en 1895. En 1897, elle rejoint un groupe social-démocrate aux côtés d'Abraham et Louda Grossman à Ekaterinoslav. Elle est membre du South Russian Union of Workers et du Comité Elizavetgrad du Parti ouvrier social-démocrate de Russie de 1898 à 1901. En 1901, elle part pour l'Allemagne puis la Suisse, pendant cette période elle collabore à l'Iskra et rencontre Gueorgui Plekhanov et Lénine.

### Activisme et arrestations
En 1903, toujours en Suisse, Olga se rapproche des idéaux anarcho-communistes. Elle retourne à Odessa en 1904 et rejoint les Neprimirimye (les Intransigeants), un groupe anarchiste proche de Jan Waclav Makhaïski. Olga Taratuta est de nouveau arrêtée en 1904 puis libérée quelques mois plus tard pour absence de preuve. Après sa libération, elle rejoint l' Odessa Workers Group of Anarcho-Communists. Elle commence à acquérir une certaine réputation au sein des milieux libertaires.
Elle est encore une fois arrêtée en octobre 1905 puis profite de l’amnistie générale qui a suivi la révolution. Elle devient membre du South Russian Group of Anarcho-Communists, un groupe qui pratique la propagande par le fait, comme l'attaque des institutions de la bourgeoisie. Olga est inculpée pour l'explosion d'une bombe au café Libman d'Odessa en décembre 1905. Elle est condamnée à 17 ans de prison.
Elle réussit à s’échapper un an après son emprisonnement et fuit vers Genève. Là, elle participe au journal Buntar. En 1907, elle décide de retourner à Odessa et participe à l’assassinat du Général Aleksandr Kaulbars, commandant militaire de la région et du Général Tomaschev, gouverneur d'Odessa, elle participe également à l'attaque à la bombe du tribunal.
Olga Taratuta est arrêtée en 1908 et est condamnée à 21 ans de prison. Elle y reste jusqu'en 1917, elle est alors libérée pendant la révolution de février. Elle adhère à la Political Red Cross, qui aide les prisonniers politiques révolutionnaires.
Bien qu'elle garde ses distances avec le mouvement anarchiste depuis son emprisonnement, la persécution grandissante des anarchistes par le gouvernement bolchévik l'incite à rejoindre Golos Truda (Voix des travailleurs) et la Nabat en juin 1920. Elle retourne en Ukraine en septembre 1920 après une brève trêve entre makhnovistes et l'Armée rouge. Les makhnovistes lui donnent cinq millions de roubles pour la lutte. Elle part pour Kharkov et y fonde une Anarchist Black Cross pour soutenir les prisonniers politiques anarchistes.

### Répression soviétique
En novembre 1920, Olga est arrêtée pendant une campagne de répression des soviétiques envers les anarchistes et les makhnovistes. L'Anarchist Black Cross locale est anéantie. Olga Taratuta est transférée à Moscou en janvier 1921 puis à Orlov en avril. Dans les mois suivants, une libération lui est proposée en échange de la dénonciation d'anarchistes recherchés. Elle refuse et se joint à la grève de la faim aux côtés de prisonniers anarchistes. Elle est alors déportée à Veliki Oustioug pendant deux ans.
Elle est relâchée en 1924 et part pour Kiev. Une nouvelle arrestation pour propagande anarchiste est suivie d'une nouvelle libération. Elle déménage pour Moscou et se joint à la campagne internationale de soutien à Sacco et Vanzetti. De 1928 à 1929, Olga écrit de nombreuses lettres afin d’organiser une solidarité internationale autour des prisonniers anarchistes dans les geôles soviétiques. Elle retourne à Odessa et y est arrêtée pour avoir tenté de former une organisation anarchiste avec les cheminots. Elle est condamnée à deux ans de prison.
Elle retourne ensuite à Moscou et se lie à la Society of Political Prisoners and Exiles qui essaie d'obtenir, sans succès, des indemnisations pour les anciens révolutionnaires, malades et pauvres. Olga se retrouve à nouveau en prison en 1933, mais on n'ignore le motif de cette incarcération.
Elle est une dernière fois arrêtée le 27 novembre 1937 pour activités anarchistes et antisoviétiques. Olga Taratuta est condamnée à mort et exécutée le 8 février 1938.

## Commentaire
- Emma Goldman dit d'elle : « Les camarades de Kharkov, avec l’héroïque personnalité d’Olga Taratuta à leur tête, ont tous servi la Révolution, combattu sur tous les fronts, enduré les punitions des Blancs, persécutions et emprisonnements des Bolchéviques. Rien n’a gêné leur ardeur révolutionnaire et leur foi anarchiste »[1].